# Épsilon Persei
Épsilon Persei (ε Persei, ε Per, 45 Persei), es la cuarta estrella más brillante de la constelación de Perseo después de Mirfak (α Persei), Algol (β Persei) y Menkib (ζ Persei). Su magnitud aparente es +2,90 y se encuentra a 540 años luz del sistema solar.
Épsilon Persei es una estrella múltiple cuya componente primaria, Épsilon Persei A, es una caliente estrella azul de la secuencia principal.
De tipo espectral B0.5V, tiene una temperatura superficial de 27.600 K. Su luminosidad, teniendo en cuenta una importante proporción emitida como radiación ultravioleta, es equivalente a 24.900 soles.
Dentro de la astronomía, es conocida como una «variable de espectro» extrema; la forma de sus líneas de absorción varía rápidamente durante períodos múltiples entre 2,27 y 8,46 horas, relacionados a su vez con pequeñas fluctuaciones de brillo. 
Su velocidad de rotación es de al menos 134 km/s, implicando un período de rotación inferior a 2,6 días; por su parte, las oscilaciones en el espectro sugieren un período de 1,7 días.
Las variaciones espectrales plantean la posible presencia de una compañera cercana con un período orbital de 14 días.
Asimismo, Épsilon Persei A está catalogada como variable Beta Cephei, oscilando su brillo 0,12 magnitudes. Con una edad de menos de 10 millones de años y una masa de 14 masas solares, en unos millones de años explotará como una brillante supernova.
Épsilon Persei B, de magnitud +7,59, se localiza visualmente a 10 segundos de arco de Épsilon Persei A. Es una estrella blanca de la secuencia principal de tipo A2V, cuya separación con la componente A es de al menos 1600 UA.
El período orbital de esta binaria es igual o mayor de 16.000 años.